# Rio Beaver (tributário do Rio Severn)
 O rio Beaver é um rio no extremo norte do distrito de Kenora, no noroeste de Ontário, Canadá. Faz parte da bacia de drenagem da Baía de Hudson e é um afluente esquerdo do rio Severn.

## Curso
O rio começa em um lago sem nome e primeiro segue para o sudeste, depois para o nordeste, e chega à foz no rio Severn, cerca de 25 quilômetros (16 mi) a sudoeste da foz do rio em Hudson Bay, perto da comunidade das Primeiras Nações de Fort Severn.